# Выборы в Законодательное собрание Камчатского края (2016)
Выборы депутатов Законодательного собрания Камчатского края третьего созыва состоялись в Камчатском крае 18 сентября 2016 года в единый день голосования, одновременно с выборами в Государственную думу РФ. Выборы проходили по смешанной избирательной системе: из 28 депутатов 14 избирались по партийным спискам (пропорциональная система), остальные 14 — по одномандатным округам (мажоритарная система). Для попадания в заксобрание по пропорциональной системе партиям необходимо преодолеть 5%-й барьер. Срок полномочий депутатов — пять лет.
На 1 июля 2016 года в крае было зарегистрировано 244 311 избирателей. Явка составила 38,26 %.

## Ключевые даты
- 10 июня Законодательное собрание Камчатского края назначило выборы на 18 сентября 2016 года (единый день голосования).[2]
  - 14 июня постановление о назначении выборов было опубликовано в СМИ.[2]
- 14 июня Избирательная комиссия Камчатского края утвердила календарный план мероприятий по подготовке и проведению выборов.[2]
- с 15 июня по 20 июля — период выдвижения списков и кандидатов.[2]
  - агитационный период начинается со дня выдвижения и заканчивается и прекращается за одни сутки до дня голосования.[2]
- по 20 июля — период представления документов для регистрации кандидатов и списков.[2]
- с 20 августа по 16 сентября — период агитации в СМИ.[2]
- 17 сентября — день тишины.[2]
- 18 сентября — день голосования.

## Участники
5 партий получили право выдвинуть кандидатов и списки без сбора подписей избирателей:
- Единая Россия
- ЛДПР
- Коммунистическая партия Российской Федерации
- Справедливая Россия
- Патриоты России

### Выборы по партийным спискам
По единому округу партии выдвигали списки кандидатов. Для регистрации выдвигаемого списка партиям требовалось собрать от 1224 до 1346 подписей избирателей (0,5 % от числа избирателей).
| 1 | Единая Россия                                    | Владимир Илюхин • Валерий Раенко • Светлана Галянт      | 14 | 44 | зарегистрирован                                                        |
| 2 | Справедливая Россия                              | Михаил Пучковский • Елена Улько                         | 13 | 39 | зарегистрирован                                                        |
| 3 | ЛДПР — Либерально- демократическая партия России | Владимир Жириновский • Валерий Калашников               | 14 | 45 | зарегистрирован                                                        |
| 4 | Патриоты России                                  | Александр Остриков • Алла Карпухина • Владимир Янович   | 12 | 37 | зарегистрирован                                                        |
| 5 | Коммунистическая партия Российской Федерации     | Михаил Смагин                                           | 13 | 39 | зарегистрирован                                                        |
| — | Союз Труда                                       | Лариса Сущёва • Лариса Покрищук                         | 8  | 26 | отказано в регистрации (выявлено более 10 % недействительных подписей) |
| — | Партия Роста                                     | Вадим Повзнер                                           | 7  | 22 | отказано в регистрации (выявлено более 10 % недействительных подписей) |
| — | Коммунисты России                                | Михаил Машковцев • Вячеслав Гончаров • Алексей Николаев | 10 | 39 | отказано в регистрации (выявлено более 10 % недействительных подписей) |
| *Региональная группа соответствует одномандатному округу и должна включать от 3 до 5 кандидатов. Групп может быть от 7 до 14. |                                                  |                                                         |    |    |                                                                        |
| **Без учёта выбывших кандидатов. Общее число включённых в единый список кандидатов должно быть от 22 до 73 человек.           |                                                  |                                                         |    |    |                                                                        |

### Выборы по округам
По 14 одномандатным округам кандидаты выдвигались как партиями, так и путём самовыдвижения. Кандидатам требовалось собрать 3 % подписей от числа избирателей соответствующего одномандатного округа.
Всего было зарегистрирован 61 кандидат, из них 14 — от «Единой России», 13 — от КПРФ, 11 — от «Справедливой России», 10 — от ЛДПР, 2 — от «Патриотов России», 11 — самовыдвиженцы.
| №  | Состав | Избирателей |
| -- | --- | ----------- |
| 1  | частично Петропавловск-Камчатский городской округ                                                         | 16 477      |
| 2  | частично Петропавловск-Камчатский городской округ                                                         | 16 464      |
| 3  | частично Петропавловск-Камчатский городской округ                                                         | 17 720      |
| 4  | частично Петропавловск-Камчатский городской округ                                                         | 16 370      |
| 5  | частично Петропавловск-Камчатский городской округ                                                         | 17 316      |
| 6  | частично Петропавловск-Камчатский городской округ                                                         | 17 651      |
| 7  | частично Петропавловск-Камчатский городской округ                                                         | 17 869      |
| 8  | частично Петропавловск-Камчатский городской округ                                                         | 16 485      |
| 9  | Вилючинский городской округ                                                                               | 17 177      |
| 10 | частично Елизовский район                                                                                 | 19 222      |
| 11 | частично Елизовский район                                                                                 | 19 139      |
| 12 | Усть-Большерецкий район, Быстринский район, Соболевский район, частично Елизовский район                  | 20 665      |
| 13 | Усть-Камчатский район, Мильковский район, Алеутский район                                                 | 17 650      |
| 14 | Карагинский район, Олюторский район, Тигильский район, городской округ «посёлок Палана», Пенжинский район | 14 576      |

## Результаты
| Место                      | Место                      | Партия                     | по краевым спискам | по краевым спискам | по краевым спискам | по одно- мандатным округам | всего         | всего   |
| Место                      | Место                      | Партия                     | Голоса             | %                  | Получено мест      | Получено мест              | Получено мест | %       |
| -------------------------- | -------------------------- | -------------------------- | ------------------ | ------------------ | ------------------ | -------------------------- | ------------- | ------- |
|                            | 1.                         | «Единая Россия»            | 44 273             | 48,31 %            | 8                  | 13                         | 21            | 75,00 % |
|                            | 2.                         | ЛДПР                       | 21 055             | 22,98 %            | 3                  | 0                          | 3             | 10,71 % |
|                            | 3.                         | КПРФ                       | 13 883             | 15,15 %            | 2                  | 1                          | 3             | 10,71 % |
|                            | 4.                         | «Справедливая Россия»      | 6423               | 7,01 %             | 1                  | 0                          | 1             | 3,57 %  |
|                            |                            |                            |                    |                    |                    |                            |               |         |
|                            | 5.                         | «Патриоты России»          | 1925               | 2,10 %             | 0                  | 0                          | 0             | 0 %     |
|                            |                            | Самовыдвижение             | —                  | —                  | —                  | 0                          | 0             | 0 %     |
| Недействительные бюллетени | Недействительные бюллетени | Недействительные бюллетени | 4076               | 4,45 %             |                    |                            |               |         |
| Всего                      | Всего                      | Всего                      | 91 635             | 100 %              | 14                 | 14                         | 28            | 100 %   |